# Laire (rivière)
Pour les articles homonymes, voir Laire.
Ne doit pas être confondu avec Laires ou Aire (rivière de Genève).
La Laire, parfois notée L'Aire au risque d'une confusion avec l'Aire, est une rivière d'une quinzaine de kilomètres qui prend sa source dans le département français de la Haute-Savoie, puis marque la frontière entre la France et la Suisse, et enfin entre dans le canton suisse de Genève pour se jeter finalement dans le Rhône.

## Géographie
D'une longueur de 14,3 km, la Laire prend sa source près du lieu-dit le Thouvet à 745 mètres d'altitude sur la commune de Vers sous le nom d'Aire de Viry.
Elle traverse la commune de Viry où elle est privée, avant de marquer la frontière entre la France et la Suisse sur 7 kilomètres, en longeant les communes genevoises de Soral et d'Avusy avant de s'engager sur le territoire genevois et traverser la commune de Chancy pour finalement se jeter dans le Rhône à 333 mètres d'altitude et en face de la commune française de Pougny.

### Communes et cantons traversés
En Haute-Savoie, la Laire traverse les communes suivantes, de l'amont vers l'aval : Présilly (source), Feigères et Viry. Dans le canton de Genève, elle traverse la commune de Chancy. Enfin, elle se jette dans le Rhône où ce dernier marque la frontière franco-suisse, entre Chancy et la commune de l'Ain Pougny.

### Bassin versant
Le bassin versant de la Laire est de 46,2 km2 au total dont 38,9 km2 en France.

## Affluents
L'aire a un affluent référencé :
- le ruisseau des Foges (rg), 4,1 km sur la seule commune de Viry avec deux affluents :
  - le ruisseau des Coppets (rg), 4,2 km sur les deux communes de Viry (confluence) et Vers (source).
  - le ruisseau de Chênex (rg), 6,5 km sur les deux communes de Viry (confluence) et Chênex (source) avec un affluent :
    - le Nant des Bois (rg), 2,9 km sur les deux communes de Valleiry (source) et Chênex (confluence)

Donc son rang de Strahler est de quatre.

## Aménagements et écologie

### Histoire
Le cours de la Laire est utilisé depuis l'Antiquité. En particulier, des traces d'une tuilerie de l'époque romaine ont été découvertes près de Chancy ainsi qu'un cimetière burgonde datant du Ve siècle.
Au XIXe siècle, la force du courant est utilisée par plusieurs moulins, dont au moins trois sur le territoire de la commune d'Avusy. La rivière devient frontière lors de la création du canton de Genève en 1816. Un pont est construit, sur la demande des habitants de cette commune, en 1911 pour remplacer une passerelle emportée par une crue. En 1981, les berges de la région de Soral sont renforcées et, dans la même période, deux stations d'épuration sont construites sur le territoire français.
Le Vallon de la Laire a été reconnu site Ramsar dans sa partie suisse depuis le 9 novembre 1990.